# ヨーロッパ室内管弦楽団
ヨーロッパ室内管弦楽団（ヨーロッパしつないかんげんがくだん、Chamber Orchestra of Europe）は、イギリス・ロンドンを本拠地とする室内オーケストラである。略称はCOE。

## 経歴
1981年にECユース管弦楽団（現EUユース管弦楽団）の出身者を中心としてクラウディオ・アバドにより自主運営団体として設立。年数回のコンサートやツアー、ペーザロ・ロッシーニ音楽祭やシティリアルテ音楽祭などの音楽祭に参加している。
音楽監督などは置かず、様々な指揮者・ソリストと共演しているが、アバド、ジェームズ・ジャッド、ニコラウス・アーノンクールらが中心に客演している。団員が若く、一般的に敬遠されるノーノやシュトックハウゼンなどの現代音楽もこなすため、アバドなどが録音にこのオーケストラを起用している。
主なレコーディングは、アバド指揮でロッシーニの歌劇「ランスへの旅」、シューベルトの交響曲全集やハイドンの交響曲集、ニコラウス・アーノンクール指揮でベートーヴェンの交響曲・協奏曲全集やバルトーク作品集、ゲオルク・ショルティ指揮でモーツァルトの交響曲や歌劇「コジ・ファン・トゥッテ」、マウリツィオ・ポリーニ指揮でロッシーニの歌劇「湖上の美人」、パーヴォ・ベルグルンド指揮でブラームスとシベリウスの交響曲全集などがある。